# 灰脚柳莺

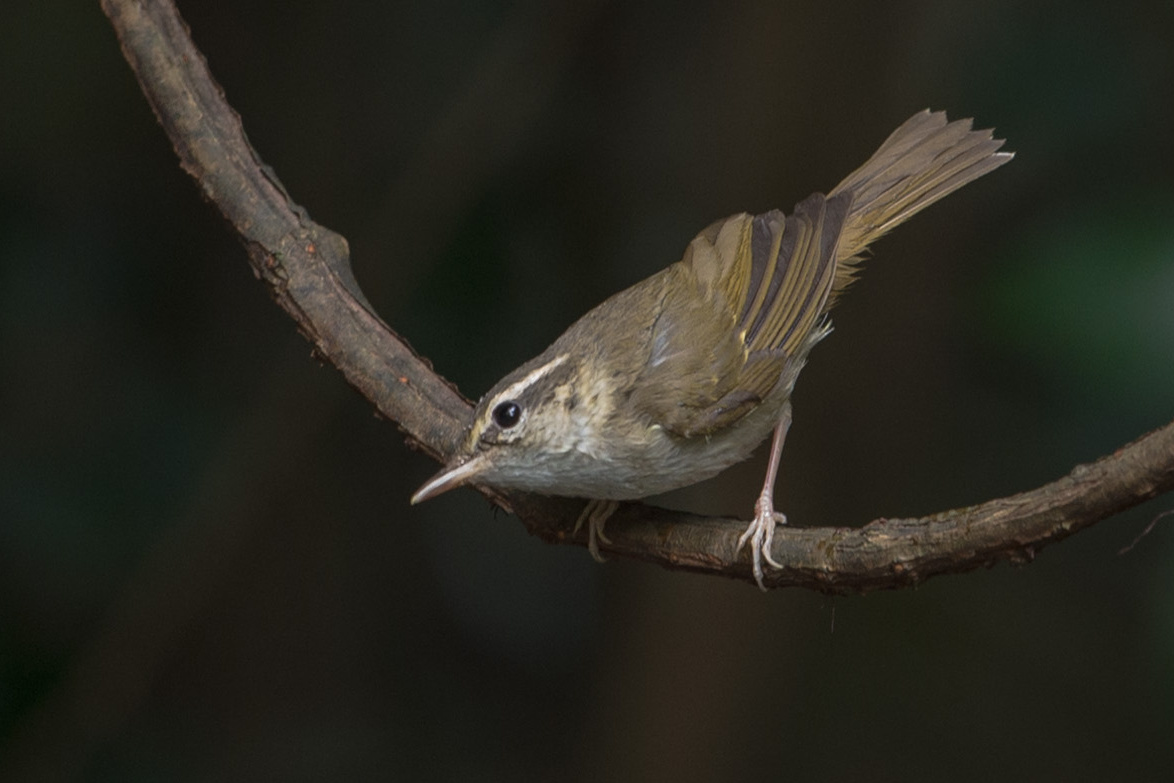

灰脚柳莺（学名：Phylloscopus tenellipes）又名灰腳柳鶯，为柳鶯科柳莺属的鸟类。該物種由郇和於1860年物種描述。牠分布於滿洲，冬季在東南亞過冬。其自然棲地為溫帶森林。
在中国大陆，分布于内蒙古、东部沿海等地。该物种的模式产地在福建。

## 描述
牠的體長約為12公分，背部呈棕色，對比顯著的灰棕色頭頂和頸背。白色的眉紋顯著，未延伸到前額，但在眼後延伸很遠。眼線深棕色，眼後較寬。臉頰帶有淡棕色斑點，喉部為白色。白色的尾下覆羽與淡橄欖棕色的臀部和尾上覆羽形成對比，沒有綠色調。胸部和腹部為白色，帶有淡棕色的洗染。

## 叫聲
牠的歌聲為反覆的 tiriririririririri。